# Marvin Hart
Marvin Hart (* 16. September 1876 in Fern Creek (Kentucky); † 17. September 1931 ebenda) war ein US-amerikanischer Boxer und Weltmeister im Schwergewicht von 1905/1906.
Seinen ersten Profikampf bestritt er am 12. Dezember 1899 gegen William Schiller in Louisville. Er gewann durch K. o.  in der 7. Runde.
 Am 3. Juli 1905 gewann er gegen Jack Root in Reno die vakante Weltmeisterschaft in Runde 12 durch K. o. Der Ringrichter bei diesem Kampf war sein zurückgetretener Vorgänger Jim Jeffries.

Bereits im Februar des folgenden Jahres 1906 allerdings musste er seinen Titel im Kampf gegen Tommy Burns über 20 Runden in Los Angeles wieder abgeben.
 Seinen letzten Kampf hatte er am 20. Dezember 1910 gegen Carl Morris in Sapulpa (Oklahoma), den er durch K. o. in der 3. Runde beendete.